# 水碓 (臺中市)
水碓，是臺灣臺中市南屯區的一個傳統地域名稱，位於該區中部偏南。相較於今日行政區，其範圍大致為鎮平里東部。

## 歷史
台灣清治末期至日治初期，水碓地區為一街庄，稱為「水碓庄」，隸屬於捒東下堡。該庄北與永定厝庄為鄰，東與蔴糍埔庄為鄰，南邊為下楓樹腳庄，西邊為鎮平庄。
1901年（日治明治三十四年）11月，全台廢縣廳改設二十廳，該庄隸屬於臺中廳。1903年（明治三十六年）6月，該庄編入「犁頭店區」，隸屬於臺中廳。1909年（明治四十二年）10月，合併二十廳為十二廳，犁頭店區隸屬不變。1920年（大正九年），全台地方制度大改正，廢十二廳改設五州二廳，該庄改制為「水碓」大字，隸屬於臺中州大屯郡南屯庄。
戰後南屯庄改制為南屯鄉，隸屬於臺中縣，大字亦改制為村。1947年2月，南屯鄉併入臺中市改稱南屯區，村亦改制為里。1950年10月，中、彰、投分治，南屯區仍隸屬臺中市。2010年12月，臺中縣市合併為直轄臺中市，南屯區隸屬不變。

## 聚落
本地區發展較早的聚落為水碓，在日治期初期的官方地圖上已有記載。

## 交通
市道127號（黎明路一段）是大雅至霧峰的道路，大致以北北東—南南西走向經過本地區中部偏東南。由該道路向北北東可前往南屯市區、西屯、大雅並止於省道台1乙線路口，向南南西可前往烏日、霧峰並止於省道台3線路口。

## 學校
- 鎮平國小（東部）